# Paradrina nigromaculata
Paradrina nigromaculata là một loài bướm đêm trong họ Noctuidae.